# Bataille de Lonato
Première Coalition
Batailles
La bataille de Lonato se déroule les 3 et 4 août 1796 près de Lonato, dans le nord de l'Italie, pendant la campagne d'Italie qui oppose les forces françaises et austro-sardes. Elle se solde par une victoire française. Masséna est repoussé d’abord sur Rivoli et ensuite sur Castelnuovo, talonné par Wurmser. Ce dernier occupe aussi Vérone avant de se précipiter sur Mantoue, où il fait une entrée triomphale le 2 août après avoir constaté avec satisfaction la fuite précipitée du général Sérurier et de sa division de siège ; il trouve les gros canons encloués avec une grande quantité de boulets abandonnés. Après avoir ravitaillé la garnison, il repart, toutes forces réunies, pour achever l'écrasement de l’armée française qu'il estime terrifiée, en déroute et déjà aux trois-quarts détruite par Quasdanovich.
En réalité, devant la gravité de la situation, Bonaparte a décidé de regrouper toutes ses forces et, pour ce faire, donné l'ordre à Sérurier de lever le siège de Mantoue. Le départ de Sérurier n'est donc pas une fuite. Le 3 août, les débris du corps d’armée autrichien sont en fuite vers le nord. Ce qui constitue une suite de plus de vingt combats est resté connu sous le nom de bataille de Lonato.